# Dobos torte
Dobos torte hay còn gọi là Dobosh (phiên âm: [ˈdoboʃ], tiếng Hungary: dobostorta), là một loại bánh bông lan Hungary với nhiều lớp kem bơ sôcôla xếp chồng lên nhau và lớp trên cùng phủ caramel. Loại bánh này được đặt tên theo người làm ra nó: bếp trưởng người Hungary, József C. Dobos. Vào cuối những năm 1800, Dobos đã tạo ra một loại bánh để được lâu hơn các loại bánh kem khác cùng thời, khi mà kỹ thuật bảo quản lạnh vẫn còn hạn chế. Viền ngoài của bánh thường được phủ một lớp hạt phỉ, hạt dẻ, óc chó hoặc hạnh nhân và lớp caramel cứng bên trên giúp bánh không bị khô, nên bảo quản được lâu hơn.

## Lịch sử

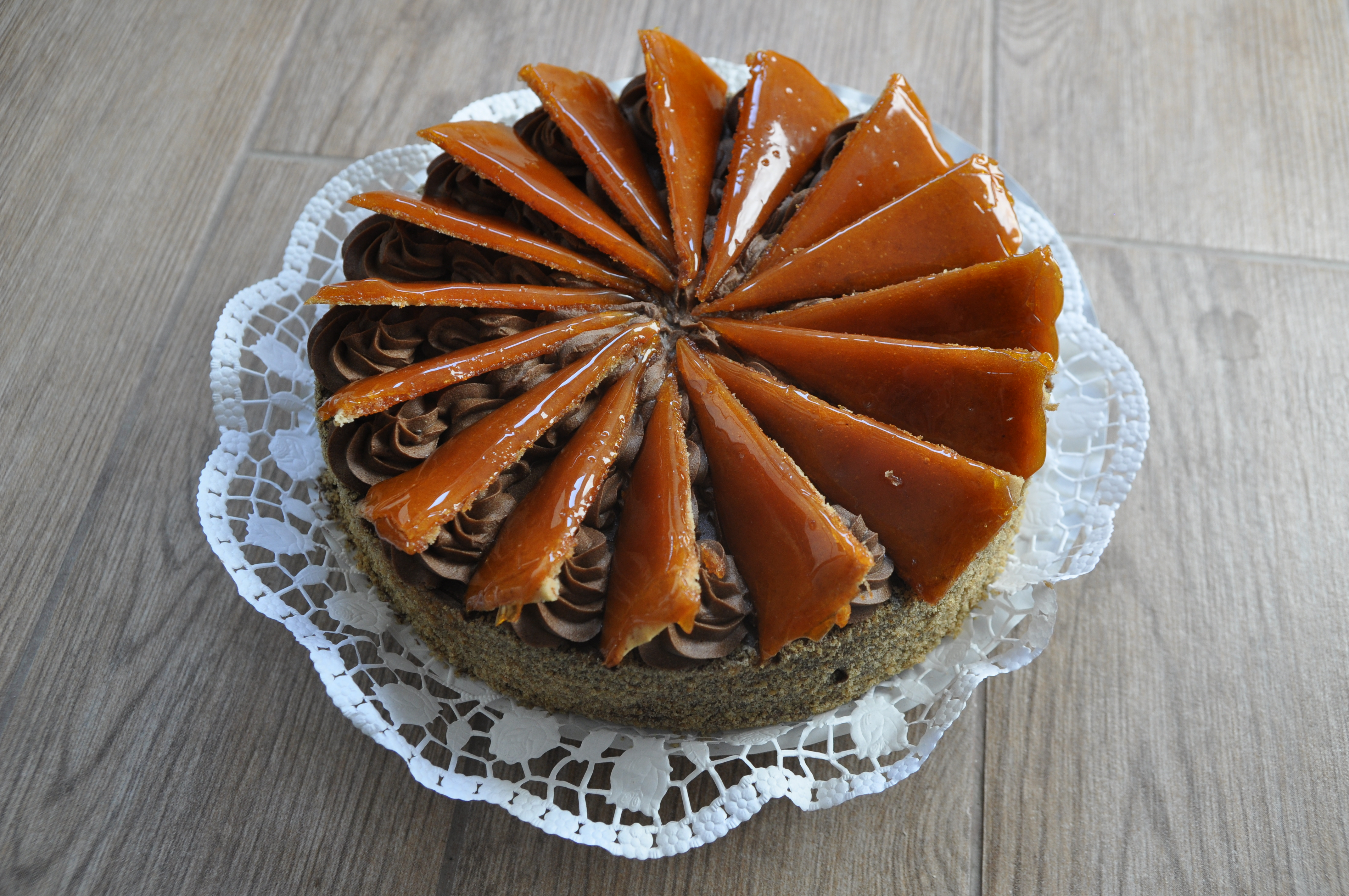
Bánh Dobosh của tiệm bánh Cukrászat, Budapest

Bánh Dobos torte được ra mắt lần đầu tại Triển lãm Quốc gia Budapest vào năm 1885. Một trong những người đầu tiên nếm thử bánh là Hoàng đế Franz Joseph I và Hoàng hậu Elisabeth. Sau đó, bánh Dobosh nhanh chóng trở nên nổi tiếng khắp Châu Âu, do tính hữu dụng trong vận chuyển và vẻ ngoài độc đáo của nó. Với mặt trên của bánh phẳng, bóng láng, phủ caramel, chiếc bánh trông đơn giản nhưng lại trang nhã, trái ngược hẳn với những chiếc bánh kem cầu kỳ cùng thời. Ngoài ra, chất kem của bánh Dobos torte cũng là một điểm đặc biệt so với những chiếc bánh kem khác. Tại thời điểm đó, chất kem để làm bánh thường là kem trứng (pastry cream) hoặc kem đánh (whipped cream), còn của Dobos torte là kem bơ sôcôla. Điểm thú vị là Dobos đã khám phá ra kem bơ khi đi du lịch qua Pháp, rồi sau đó ông đã sáng tạo ra bánh kem Dobos torte. 

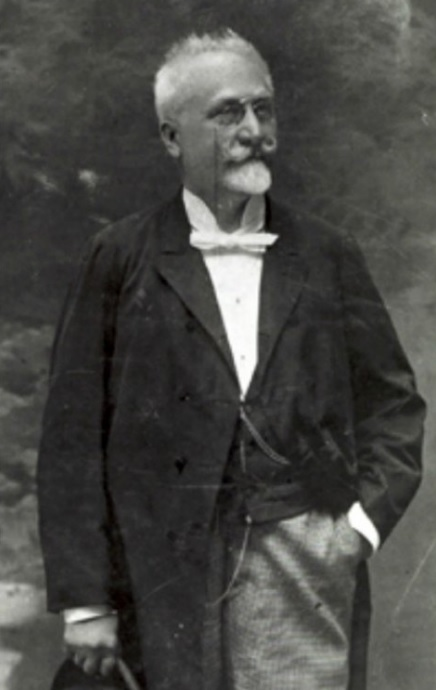
Chân dung bếp trưởng Dobos, khoảng năm 1896

Dobos torte được rất nhiều các đầu bếp khác tìm cách bắt chước để làm lại nhưng không ai làm được giống như Dobos. Bí quyết ở đây chính là sự kết hợp giữa kem sữa và bơ ca cao, tạo nên độ sánh mịn cho chất kem của chiếc bánh. Dobos đã đi qua nhiều nước Châu Âu để quảng bá chiếc bánh của mình. Ông còn gửi bánh theo đơn đặt hàng trong những chiếc hộp gỗ được thiết kế đặc biệt. Vào khoảng gần cuối sự nghiệp, năm 1906, Dobos đã tặng lại công thức làm bánh Dobos torte cho hiệp hội làm bánh.